# Oligotrichum
Oligotrichum là một chi rêu trong họ Polytrichaceae.